# (300046) 2006 UQ140
(300046) 2006 UQ140 es un asteroide perteneciente al cinturón de asteroides, descubierto el 19 de octubre de 2006 por el equipo del Spacewatch desde el Observatorio Nacional de Kitt Peak, Arizona, Estados Unidos.

## Designación y nombre
Designado provisionalmente como 2006 UQ140.

## Características orbitales
2006 UQ140 está situado a una distancia media del Sol de 3,044 ua, pudiendo alejarse hasta 3,552 ua y acercarse hasta 2,535 ua. Su excentricidad es 0,167 y la inclinación orbital 4,740 grados. Emplea 1940,12 días en completar una órbita alrededor del Sol.

## Características físicas
La magnitud absoluta de 2006 UQ140 es 16,2.